# Temporada 2008 do Intercontinental Rally Challenge
A Temporada 2008 do Intercontinental Rally Challenge foi a terceiratemporada do Intercontinental Rally Challenge. A temporada consistia em dez provas, começando a 4 de abril com o Rali da Turquia. A temporada terminou a 12 de dezembro no Rali da China. Nicolas Vouilloz foi o vencedor à frente de Freddy Loix e Giandomenico Basso.

## Calendário
| Prova | Datas          | Rali                           | Piso     |
| ----- | -------------- | ------------------------------ | -------- |
| 1     | 4–6 Abril      | Rali da Turquia                | Cascalho |
| 2     | 8–10 Maio      | Rali de Portugal               | Cascalho |
| 3     | 27–28 Junho    | Belgium Ypres Westhoek Rally   | Asfalto  |
| 4     | 11–12 Julho    | Rally Russia                   | Cascalho |
| 5     | 1–2 Agosto     | Rali Vinho da Madeira          | Asfalto  |
| 6     | 22–24 Agosto   | Barum Czech Rally Zlín         | Asfalto  |
| 7     | 11–13 Setembro | Rallye Principe de Asturias    | Asfalto  |
| 8     | 26–28 Setembro | Rali de San Remo               | Asfalto  |
| 9     | 24–26 Outubro  | Rallye International du Valais | Asfalto  |
| 10    | 5–12 Dezembro  | Rali da China                  | Cascalho |

## Participantes
| Equipa                            | Construtor          | Carro                          | Piloto                | Co-piloto            | Prova         |
| --------------------------------- | ------------------- | ------------------------------ | --------------------- | -------------------- | ------------- |
| Abarth & C. Spa                   | Abarth              | Fiat Abarth Grande Punto S2000 | Giandomenico Basso    | Mitia Dotta          | 1–9           |
| Abarth & C. Spa                   | Abarth              | Fiat Abarth Grande Punto S2000 | Anton Alén            | Timo Alanne          | 1–4, 6–9      |
| Abarth & C. Spa                   | Abarth              | Fiat Abarth Grande Punto S2000 | Umberto Scandola      | Guido D'Amore        | 5, 9          |
| Abarth & C. Spa                   | Abarth              | Fiat Abarth Grande Punto S2000 | Umberto Scandola      | Dario D'Esposito     | 8             |
| Abarth & C. Spa                   | Abarth              | Fiat Abarth Grande Punto S2000 | Andrea Navarra        | Guido D'Amore        | 8             |
| Abarth & C. Spa                   | Abarth              | Fiat Abarth Grande Punto S2000 | Alessio Pisi          | Luca Costantini      | 8             |
| Abarth & C. Spa                   | Abarth              | Fiat Abarth Grande Punto S2000 | Renato Travaglia      | Lorenzo Granai       | 8             |
| Island Motorsport                 | Abarth              | Fiat Abarth Grande Punto S2000 | Renato Travaglia      | Lorenzo Granai       | 1, 3, 5–6     |
| Fiat Motorsport Turkey            | Abarth              | Fiat Abarth Grande Punto S2000 | Volkan Isik           | Kaan Özşenler        | 1, 3, 5–6     |
| A.C. Principado de Asturias       | Abarth              | Fiat Abarth Grande Punto S2000 | Daniel Sola           | Oscar Sanchez        | 1–3, 7        |
| Cersanit Rally Team               | Abarth              | Fiat Abarth Grande Punto S2000 | Michal Solowow        | Maciej Baran         | 1             |
| Procar                            | Abarth              | Fiat Abarth Grande Punto S2000 | François Duval        | Patrick Pivato       | 2             |
| Fiat Vodafone                     | Abarth              | Fiat Abarth Grande Punto S2000 | José Pedro Fontes     | António Costa        | 2, 5          |
| H.F. Grifone SRL                  | Abarth              | Fiat Abarth Grande Punto S2000 | Didier Auriol         | Denis Giraudet       | 2, 4, 8       |
| Bluhunder Racing Italy            | Abarth              | Fiat Abarth Grande Punto S2000 | Corrado Fontana       | Carlo Cassina        | 3             |
| Fiat Auto Eapaña                  | Abarth              | Fiat Abarth Grande Punto S2000 | Miguel Fuster         | José Vincente Medina | 7             |
| Scuderia Solferino Rally          | Abarth              | Fiat Abarth Grande Punto S2000 | Olivier Burri         | Benjamin Veillas     | 9             |
| Champion Racing                   | Peugeot             | Peugeot 207 S2000              | Jan Kopecký           | Petr Starý           | 1–4           |
| Peugeot Team Belux                | Peugeot             | Peugeot 207 S2000              | Freddy Loix           | Robin Buysmans       | 1–9           |
| Peugeot Team Belux                | Peugeot             | Peugeot 207 S2000              | Nicolas Vouilloz      | Nicolas Klinger      | 1–9           |
| BSA                               | Peugeot             | Peugeot 207 S2000              | Brice Tirabassi       | Fabrice Gordon       | 1–5           |
| Racing Lions SRL                  | Peugeot             | Peugeot 207 S2000              | Luca Rossetti         | Matteo Chiarcossi    | 1–3, 5–6, 8–9 |
| Stohl Racing                      | Peugeot             | Peugeot 207 S2000              | Manfred Stohl         | Ilka Minor           | 2             |
| Peugeot Total                     | Peugeot             | Peugeot 207 S2000              | Bruno Magalhães       | Mário Castro         | 2             |
| Peugeot Total                     | Peugeot             | Peugeot 207 S2000              | Bruno Magalhães       | Carlos Magalhães     | 5, 7          |
| BF Goodrich Drivers Team          | Peugeot             | Peugeot 207 S2000              | Miguel Campos         | Paulo Babo           | 2             |
| BF Goodrich Drivers Team          | Peugeot             | Peugeot 207 S2000              | Patrick Snijers       | Wim Soenens          | 3             |
| BF Goodrich Drivers Team          | Peugeot             | Peugeot 207 S2000              | Pavel Valoušek        | Zdeněk Hrůza         | 6             |
| BF Goodrich Drivers Team          | Peugeot             | Peugeot 207 S2000              | Sergio Vallejo        | Diego Vallejo        | 7             |
| BF Goodrich Drivers Team          | Peugeot             | Peugeot 207 S2000              | Andrea Torlasco       | Michele Brega        | 8             |
| Peugeot Total Hungaria            | Peugeot             | Peugeot 207 S2000              | János Tóth            | Robert Tagai         | 2–3, 6, 9     |
| Cersanit Rally Team               | Peugeot             | Peugeot 207 S2000              | Michal Solowow        | Maciej Baran         | 3, 5–6, 8     |
| RRE Sports                        | Peugeot             | Peugeot 207 S2000              | Juho Hänninen         | Mikko Markkula       | 4             |
| Team de Ralis Olca                | Peugeot             | Peugeot 207 S2000              | Alexandre Camacho     | Pedro Calado         | 5             |
| Tescoma Rally Team                | Peugeot             | Peugeot 207 S2000              | Roman Kresta          | Petr Gross           | 6             |
| Peugeot Sport España              | Peugeot             | Peugeot 207 S2000              | Enrique García Ojeda  | Jordi Barrabes Costa | 6–7           |
| Peugeot Sport España              | Peugeot             | Peugeot 207 S2000              | Luís Monzón           | José Carlos Déniz    | 7             |
| Peugeot Sport España              | Peugeot             | Peugeot 207 S2000              | Oscar Garre           | Pablo Marcos Secades | 7             |
| Peugeot Sport Polska              | Peugeot             | Peugeot 207 S2000              | Bryan Bouffier        | Xavier Panseri       | 6, 9          |
| Lugano Racing Team                | Peugeot             | Peugeot 207 S2000              | Gregoire Hotz         | Pietro Ravasi        | 9             |
| Red Bull Rally Team               | Mitsubishi Ralliart | Mitsubishi Lancer Evo IX       | Andreas Aigner        | Klaus Wicha          | 2             |
| Red Bull Rally Team               | Mitsubishi Ralliart | Mitsubishi Lancer Evo IX       | Bernardo Sousa        | Carlos Magalhães     | 2             |
| Ralliart Italy                    | Mitsubishi Ralliart | Mitsubishi Lancer Evo IX       | Armindo Araújo        | Miguel Ramalho       | 2             |
| Ralliart Italy                    | Mitsubishi Ralliart | Mitsubishi Lancer Evo IX       | Paolo Andreucci       | Anna Andreussi       | 2, 8          |
| RRE Sports                        | Mitsubishi Ralliart | Mitsubishi Lancer Evo IX       | Juho Hänninen         | Mikko Markkula       | 2             |
| Heuvel Motor Sport                | Mitsubishi Ralliart | Mitsubishi Lancer Evo IX       | Jasper van den Heuvel | Martine Kolman       | 3             |
| EuroOil Čepro Cezch National Team | Mitsubishi Ralliart | Mitsubishi Lancer Evo IX       | Vaclav Pech           | Petr Uhel            | 6             |
| Guizhou Bailing Team              | Mitsubishi Ralliart | Mitsubishi Lancer Evo IX       | Liu Chao Dong         | Hongyu Pan           | 10            |
| Guizhou Bailing Team              | Mitsubishi Ralliart | Mitsubishi Lancer Evo IX       | Hongjie Wei           | Shaojun Huang        | 10            |
| Guizhou Bailing Team              | Mitsubishi Ralliart | Mitsubishi Lancer Evo IX       | Juha Salo             | Mika Stenberg        | 10            |
| Soueast-Motor Wan Yu Rally Team   | Mitsubishi Ralliart | Mitsubishi Lancer Evo IX       | Jarkko Miettinen      | Mikko Lukka          | 10            |
| Soueast-Motor Wan Yu Rally Team   | Mitsubishi Ralliart | Mitsubishi Lancer Evo IX       | Fan Fan               | Junwei Fang          | 10            |
| Soueast-Motor Wan Yu Rally Team   | Mitsubishi Ralliart | Mitsubishi Lancer Evo IX       | Jixiang Wu            | Zhengliang Ke        | 10            |
| Soueast-Motor Wan Yu Rally Team   | Mitsubishi Ralliart | Mitsubishi Lancer Evo IX       | Zhonglin Yang         | Weipeng Zhang        | 10            |
| Duindisteel                       | Volkswagen          | VW Polo S2000                  | Bernd Casier          | Frédéric Miclotte    | 3             |
| Belgian VW Club                   | Volkswagen          | VW Polo S2000                  | Bernd Casier          | Frédéric Miclotte    | 6, 8          |
| Belgian VW Club                   | Volkswagen          | VW Polo S2000                  | Raphael Auqueir       | Cedric Pirotte       | 3             |
| René Georges Rally Sport          | Volkswagen          | VW Polo S2000                  | Philippe Greiffenberg | Laurent Fourcade     | 9             |
| Mark Higgins                      | MG                  | MH ZR S2000 Sport              | Mark Higgins          | Rory Kennedy         | 3             |
| Stuart Jones                      | MG                  | MH ZR S2000 Sport              | Stuart Jones          | George Gwynn         | 9             |
| JAS Motorsport                    | Honda               | Honda Civic Type-R R3          | Guy Wilks             | David Moynihan       | 4             |

## Classificação pilotos
- Os melhores sete lugares contam para o campeonato.

| Pos | Piloto                | IST | POR | YPR | RUS | MAD | ZLI | AST | SAN | VAL | CHN | Pts |
| --- | --------------------- | --- | --- | --- | --- | --- | --- | --- | --- | --- | --- | --- |
| 1   | Nicolas Vouilloz      | 2   | 3   | 2   | 5   | 1   | 2   | 2   | 2   | 2   |     | 58  |
| 2   | Freddy Loix           | 8   | Ret | 1   | 4   | 6   | 1   | 3   | 5   | 1   |     | 48  |
| 3   | Giandomenico Basso    | Ret | 4   | 6   | 3   | 2   | Ret | 1   | 1   | 5   |     | 46  |
| 4   | Luca Rossetti         | 1   | 1   | 3   |     | 5   | 7   |     | 3   | 3   |     | 44  |
| 5   | Anton Alén            | 3   | Ret | 11  | 2   |     | Ret | 6   | 8   | 6   |     | 21  |
| 6   | Renato Travaglia      | 4   |     | Ret |     | 4   | 5   |     | 4   |     |     | 19  |
| 7   | Jan Kopecký           | 5   | 2   | Ret | 6   |     |     |     |     |     |     | 15  |
| 8   | Juho Hänninen         |     | 5   |     | 1   |     |     |     |     |     |     | 14  |
| 9   | Bryan Bouffier        |     |     |     |     |     | 3   |     |     | 4   |     | 11  |
| 10  | Jarkko Miettinen      |     |     |     |     |     |     |     |     |     | 1   | 10  |
| 11  | Liu Chao Dong         |     |     |     |     |     |     |     |     |     | 3   | 8   |
| 12  | Alexandre Camacho     |     |     |     |     | 3   |     |     |     |     |     | 6   |
| 13  | Jun Xu                |     |     |     |     |     |     |     |     |     | 4   | 6   |
| 14  | Enrique García Ojeda  |     |     |     |     |     | 13  | 4   |     |     |     | 5   |
| 15  | Bernd Casier          |     |     | 4   |     |     |     |     |     |     |     | 5   |
| 16  | Pavel Valoušek        |     |     |     |     |     | 4   |     |     |     |     | 5   |
| 17  | Fan Fan               |     |     |     |     |     |     |     |     |     | 6   | 5   |
| 18  | Patrick Snijers       |     |     | 5   |     |     |     |     |     |     |     | 4   |
| 19  | Miguel Fuster         |     |     |     |     |     |     | 5   |     |     |     | 4   |
| 20  | János Tóth            |     | Ret | Ret |     |     | 6   |     |     | 8   |     | 4   |
| 21  | Bruno Magalhães       |     | 6   |     |     | 8   |     | Ret |     |     |     | 4   |
| 22  | Hanping Ma            |     |     |     |     |     |     |     |     |     | 7   | 4   |
| 23  | Daniel Sola           | 6   | Ret | Ret | Ret |     |     | Ret |     |     |     | 3   |
| 24  | Alessandro Perico     |     |     |     |     |     |     |     | 6   |     |     | 3   |
| 25  | Zhuoyong Tan          |     |     |     |     |     |     |     |     |     | 8   | 3   |
| 26  | Volkan Isik           | 7   |     | Ret |     | 11  | 16  |     |     |     |     | 2   |
| 27  | Brice Tirabassi       | Ret | Ret | Ret | 7   | Ret |     |     |     |     |     | 2   |
| 28  | Umberto Scandola      |     |     |     |     | 7   |     |     | Ret | Ret |     | 2   |
| 29  | Manfred Stohl         |     | 7   |     |     |     |     |     |     |     |     | 2   |
| 30  | Jasper van den Heuvel |     |     | 7   |     |     |     |     |     |     |     | 2   |
| 31  | Sergio Vallejo        |     |     |     |     |     |     | 7   |     |     |     | 2   |
| 32  | Luca Cantamessa       |     |     |     |     |     |     |     | 7   |     |     | 2   |
| 33  | Gregoire Hotz         |     |     |     |     |     |     |     |     | 7   |     | 2   |
| 34  | Jixiang Wu            |     |     |     |     |     |     |     |     |     | 9   | 2   |
| 35  | Andreas Aigner        |     | 8   |     |     |     |     |     |     |     |     | 1   |
| 36  | Josef Peták           |     |     |     |     |     | 8   |     |     |     |     | 1   |
| 37  | Alberto Hevia         |     |     |     |     |     |     | 8   |     |     |     | 1   |
| 38  | Paul Lietaer          |     |     | 9   |     |     |     |     |     |     |     | 1   |
| 39  | Oleg Antropov         |     |     |     | 9   |     |     |     |     |     |     | 1   |
| 40  | Jianrong Jan          |     |     |     |     |     |     |     |     |     | 11  | 1   |
| Pos | Piloto                | IST | POR | YPR | RUS | MAD | ZLI | AST | SAN | VAL | CHN | Pts |

| Cor        | Resultado             |
| ---------- | --------------------- |
| Ouro       | Vencedor              |
| Prata      | 2.º lugar             |
| Bronze     | 3.º lugar             |
| Verde      | Terminou, nos pontos  |
| Azul       | Terminou, sem pontos  |
| Púrpura    | Ret – Retirou-se      |
| Vermelho   | NQ – Não qualificado  |
| Preto      | DSQ – Desqualificado  |
| Branco     | NL – Não largou       |
| Branco     | C – Corrida cancelada |
| Azul claro | AT – Apenas Treino    |
| Sem cor    | NP – Não participou   |
| Sem cor    | Les – Lesionado       |
| Sem cor    | EX – Excluído         |